# 김영욱 (정치인)
김영욱(金映旭, 1967년 3월 2일~)은 대한민국의 정치인이다. 3선 부산광역시의원을 지냈으며 제32대 부산광역시 부산진구청장이다.

## 학력
- 부산수산대학교 (학사)
- 부경대학교 산업대학원 (석사)
- 한국해양대학교 대학원 (통상행정학 / 박사)

## 경력
- 해인교역 대표이사
- 북부산청년회의소 회장
- 2006.07 ~ 2010.06: 제5대 부산광역시의회 의원
- 한나라당 부산광역시당 부대변인
- 2010.07 ~ 2014.06: 제6대 부산광역시의회 의원
  - 2010.07 ~ 2012.06: 제6대 부산광역시의회 전반기 도시개발해양위원회 위원
  - 2012.07 ~ 2014.06: 제6대 부산광역시의회 후반기 해양도시소방위원회 위원장
- 2014.07 ~ 2018.03: 제7대 부산광역시의회 의원
  - 2016.07 ~ 2018.03: 제7대 부산광역시의회 후반기 부의장
- 제20대 대통령 선거 윤석열 국민캠프 부산선대위 전략기획본부장
- 대통령직 인수위 외교안보분과위원회 엑스포TF 자문위원
- 2022.07 ~ : 제32대 민선 8기 부산광역시 부산진구청장

## 역대 선거 결과
|  | 58.33% |

|  | 44.67% |

|  | 57.04% |

|  | 39.44% |

|  | 62.21% |

| 전임 서은숙 | 제32대 부산광역시 부산진구청장 2022년 7월 1일~ |  |